# 啟蒙者聖格列高利主教座堂

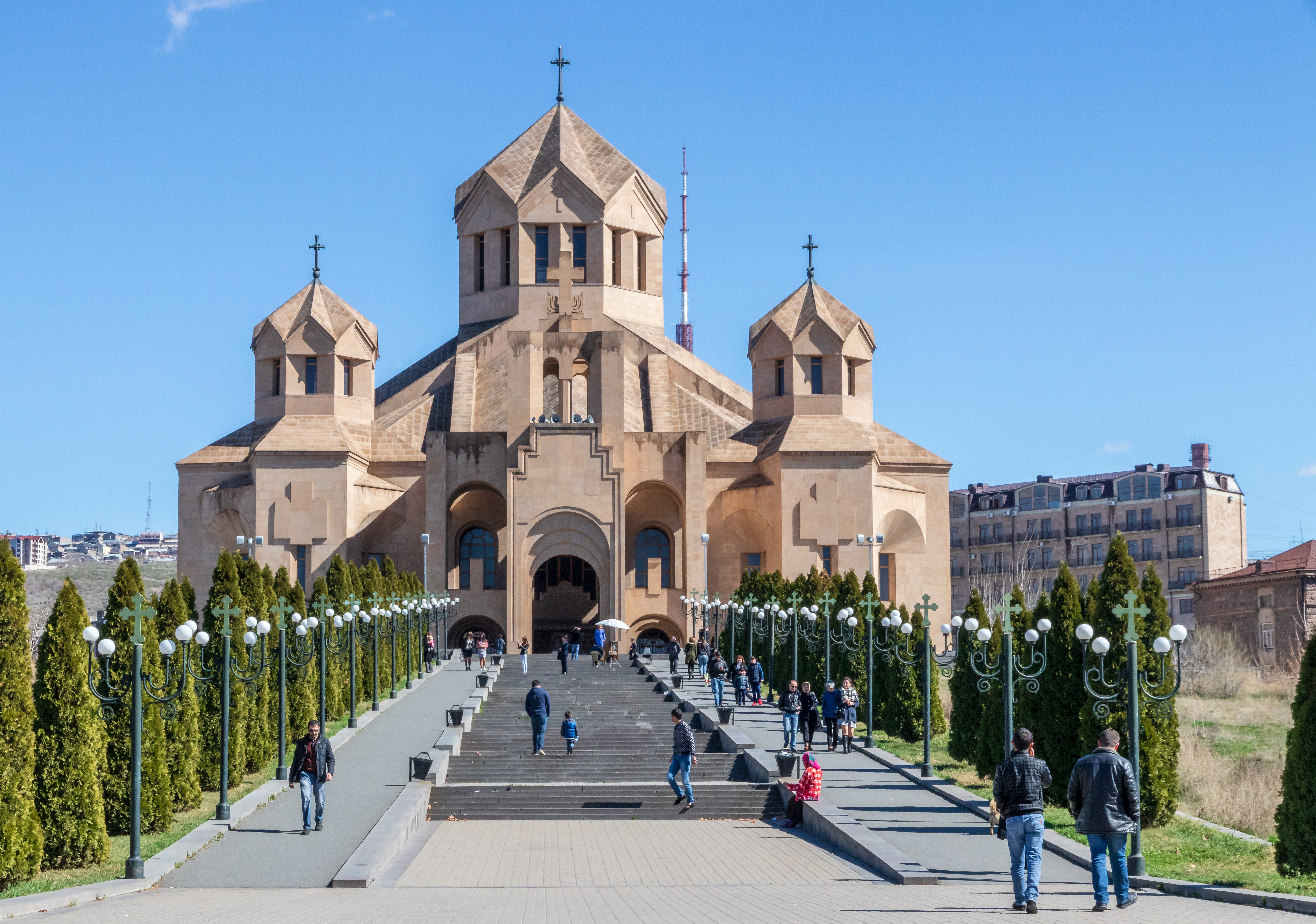

啟蒙者聖格列高利主教座堂，又稱葉里溫主教座堂，是位於亞美尼亞首都葉里溫的一座主教座堂。葉里溫主教座堂是世界上規模最大的亞美尼亞使徒教會教堂，和提比里斯聖三一主教座堂並為南高加索地區規模最大的宗教建築，在葉里溫市內多處都可以看到。葉里溫主教座堂於1997年4月7日開始修建，2001年9月23日完工，這一年是亞美尼亞定基督教為國教的1700週年。教皇若望·保祿二世在完工之後參觀了教堂。